# 황산고등학교
황산고등학교(黃山高等學校)는 전라남도 해남군 황산면 우항리에 있었던 공립 고등학교이다.

## 학교 연혁
- 1981년 1월 15일: 일반계 15학급 설립 인가
- 1981년 3월 6일: 황산고등학교 개교
- 1991년 3월 1일: 초대 주동현 교장 취임
- 1992년 3월 1일: 황산공업고등학교로 학칙 변경 승인, 전 학년 전자과 3학급
- 1995년 3월 1일: 황산실업고등학교로 학칙 변경 승인
- 2006년 2월 17일: 제23회 졸업 47명(졸업생 총수 3,250명)
- 2007년 2월 15일: 제24회 졸업생 38명(졸업생총수 3,288명)
- 2010년 3월 1일: 황산고등학교로 교명 변경
- 2013년 2월 8일: 제30회 졸업 33명(졸업생총수 3,498명)
- 2014년 2월 7일: 제31회 졸업 28명(졸업생총수 3,526명)
- 2014년 3월 1일: 제14대 주영백 교장 부임
- 2015년 2월 28일: 해남공업고등학교와 통폐합으로 인해 34년만에 폐교[1]

## 참고 자료
- 황산고등학교 - 한국교육학술정보원 학교알리미